# Bullmeister
Bullmeister ist eine dreiköpfige deutsche Dance-Pop-Band.

## Biografie
Die drei Musiker Daniel Eisenlohr, Sam Embaye und Daniel Kminek schlossen sich 2006 zusammen. Ursprünglich stammt das Trio aus Heidelberg, ist aber inzwischen in Berlin angesiedelt. Mit ihrem Lied Girls Beautiful hatten sie 2011 einen Hit, nachdem es als Titellied der sechsten Staffel von Germany’s Next Topmodel verwendet wurde.

## Mitglieder
- Daniel Eisenlohr alias Daniboi (Sänger, Synthesizer)
- Sam Embaye alias Sam DeBay (Keyboard)
- Daniel Kminek alias Costa Brava (Schlagzeug)

## Diskografie
Alben
- 2011: Too Young to Die Old, Universal Music

Singles
- 2011: Girls Beautiful
- 2011: Head on Collision